# Breaktown LABEL
breaktown LABELは2005年11月14日にネスレ日本の関連会社であるネスレコンフェクショナリーによって設立されたレコードレーベル。スナック菓子 （チョコレート菓子） である
キットカットの『CDパック』の発売のために設立された。製菓会社によるレコードレーベルの設立という特殊な生い立ちはニュースなどの紙面を賑わせた。
キットカットとの同梱販売のみという特殊な販売形態をとっており、タワーレコードなどの他、コンビニエンスストアにおいて食玩の一種として販売されている （ただし一般的な食玩と異なり同梱されているCDを外見から判別できる）。

## 流通・販売形態
商品形態が「キットカット + CD」というスタンスのため、食品流通経路により販売されている。
CDのパッケージは一般的なポリスチレン樹脂やポリプロピレン樹脂などによるプラスチックケースではなく、3つ折にされた片面印刷のボール紙に包まれた形になっている。この紙ケースは歌詞カードも兼ねている（175Rのときのみ、独立した紙の歌詞カードがあった）。

## 価格
木村カエラの『circle』までは価格は315円 （内税）であったが、レミオロメンの『3月9日/パラダイム』から420円 （内税） に変更された。同梱されているキットカット （2フィンガー×2パック） の単品価格が105円 （内税） であるため、CDの実質的な単価は210円～315円となる。
日本において一般的な2曲入りCDシングル（国内盤）の価格が約1000円であると考えると、キットカット込みでは約1/3、CDのみでは約1/5の価格により販売されていることになる。ただし一般的なCDシングルにはインストゥルメンタルなどが収録される場合が多いが、breaktown LABELではそれらが収録されていない｡

## ディスコグラフィー
175R - グラフィティー (KIT KAT Edition) （2005年3月22日発売・BCDS-1069）
正確には東芝EMIからのリリースだが、breaktown LABELの販売形態であるキットカットCDパックの第一弾製品である。50万枚限定販売。
ネスレ日本の試算によると、発売1週間で30万枚を販売し、2週間で50万枚を完売。事実上日本における3月4週目、4月1週目のシングルセールスでは群を抜いてのトップだったが、菓子製品として販売したためオリコン等のCDセールスチャートにはランクインしなかった。
Baby Boo - 一歩ずつの勇気 (KIT KAT Edition) （2005年11月14日発売・TGCD-90197）
ソニー・ミュージックコミュニケーションズ製作。30万枚限定販売。
木村カエラ - circle (KIT KAT Edition) （2006年2月20日発売・GES-13455）
コロムビアミュージックエンタテインメント製作。期間限定販売。
レミオロメン - 3月9日/パラダイム （2007年3月5日発売・KK-1）
ビクターエンタテインメントの一部門であるSPEEDSTAR RECORDSが製作。50万枚限定生産販売。breaktown LABEL初の両A面のシングルCDとなった。